# Esquizofrenia progressiva
A esquizofrenia progressiva (ou esquizofrenia lentamente progressiva) era uma categoria de esquizofrenia diagnosticada por psiquiatras na União Soviética. Na época, a psiquiatria ocidental reconhecia apenas quatro tipos da doença: a esquizofrenia catatônica, a esquizofrenia hebefrênica, a paranóia e a esquizofrenia simples. Os critérios de diagnóstico para esta quinta categoria eram vagos, de forma que podia ser aplicado a virtualmente qualquer pessoa que sofresse de distúrbios mentais e tivesse interesses além da necessiodade de sobrevivência. O diagnóstico foi muitas vezes aplicados a dissidentes do regime soviético que nem sempre sofriam de doenças mentais, de forma que pudessem ser internados à força em hospitais psiquiátricos.